# Marquesat de Los Castillejos (1864)

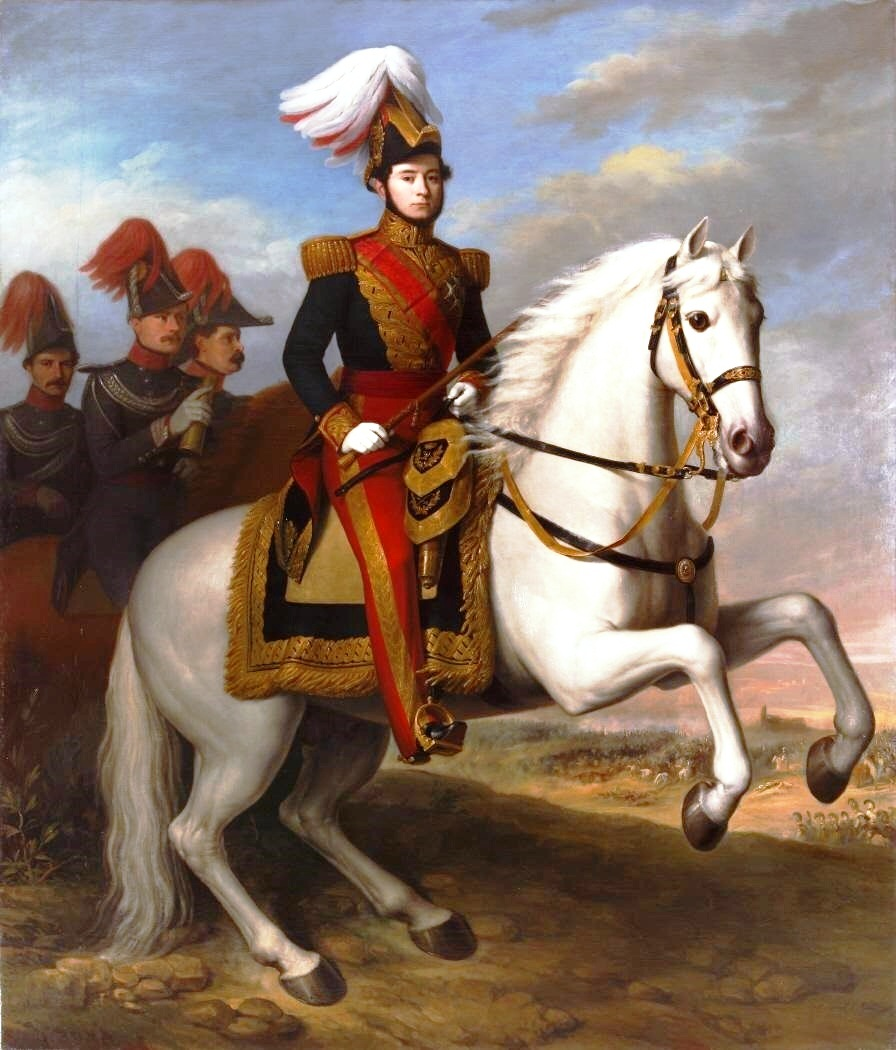
Joan Prim i Prats, Capità General dels Exèrcits, I marquès de Los Castillejos, I comte de Reus, I vescomte de Bruch.

El Marquesat de Los Castillejos va ser un títol nobiliari espanyol creat per la reina Isabel II per Reial decret de 19 de març de 1860 i confirmat per Reial Despatx de 15 de juny de 1864, amb Grandesa d'Espanya a favor del Capità General Joan Prim i Prats, qui ja posseïa els títols de Comte de Reus i Vescomte del Bruch.
El títol se li va concedir en reconeixement de la seva actuació en la batalla de Castillejos, lliurada l'1 de gener de 1860 durant la guerra amb el Marroc.
El títol de marquès de Los Castillejos, va deixar d'existir en ser elevat a ducat en la persona del II marquès, el seu fill Joan Prim i Agüero, com a forma d'agraïment pòstum al I marquès pels serveis prestats al país. El general Prim, llavors President del Consell de Ministres va sofrir un atemptat el 27 de desembre de 1870 i va morir tres dies després d'infectar-se les ferides sofertes en l'atac. El 31 de desembre la Regència va elevar el marquesat a ducat per Decret, la qual cosa va confirmar el rei Amadeu I per Reial Despatx de 19 de febrer de 1871.

## Marquesos de Los Castillejos
|                                 | Titular                         | Període                         |
| Creació per Isabel II d'Espanya | Creació per Isabel II d'Espanya | Creació per Isabel II d'Espanya |
| ------------------------------- | ------------------------------- | ------------------------------- |
| I                               | Joan Prim i Prats               | 1864-1870                       |
| II                              | Joan Prim i Agüero              | 1870-1871                       |
| Últim titular                   |                                 |                                 |
| Elevació a Ducat                |                                 |                                 |

## Història dels marquesos dels Castillejos
- Joan Prim i Prats (1814 - 1870), I marquès de Los Castillejos, I comte de Reus, I vescomte del Bruch.

1. Va casar amb Francisca Agüero i González, I duquessa de Prim, II comtessa d'Agüero. Li va succeir el seu fill:

- Joan Prim i Agüero (1858 - 1930) II i últim marquès de Los Castillejos (per elevació a Ducat), I duc de Los Castillejos, II comte de Reus, II vescomte del Bruch. Sense descendents. El dret als seus títols els va heretar la seva germana Isabel Prim i Agüero, II duquessa de Prim, qui no els va ostentar, però els va transmetre a través de la seva neboda María de la Concepción Salvadó Prim i Golferich, i va recaure en els seus fills.